# Colius colius
El pájaro ratón dorsiblanco (Colius colius) es una especie de ave coliforme de la familia Coliidae que vive en el África austral. 

## Descripción

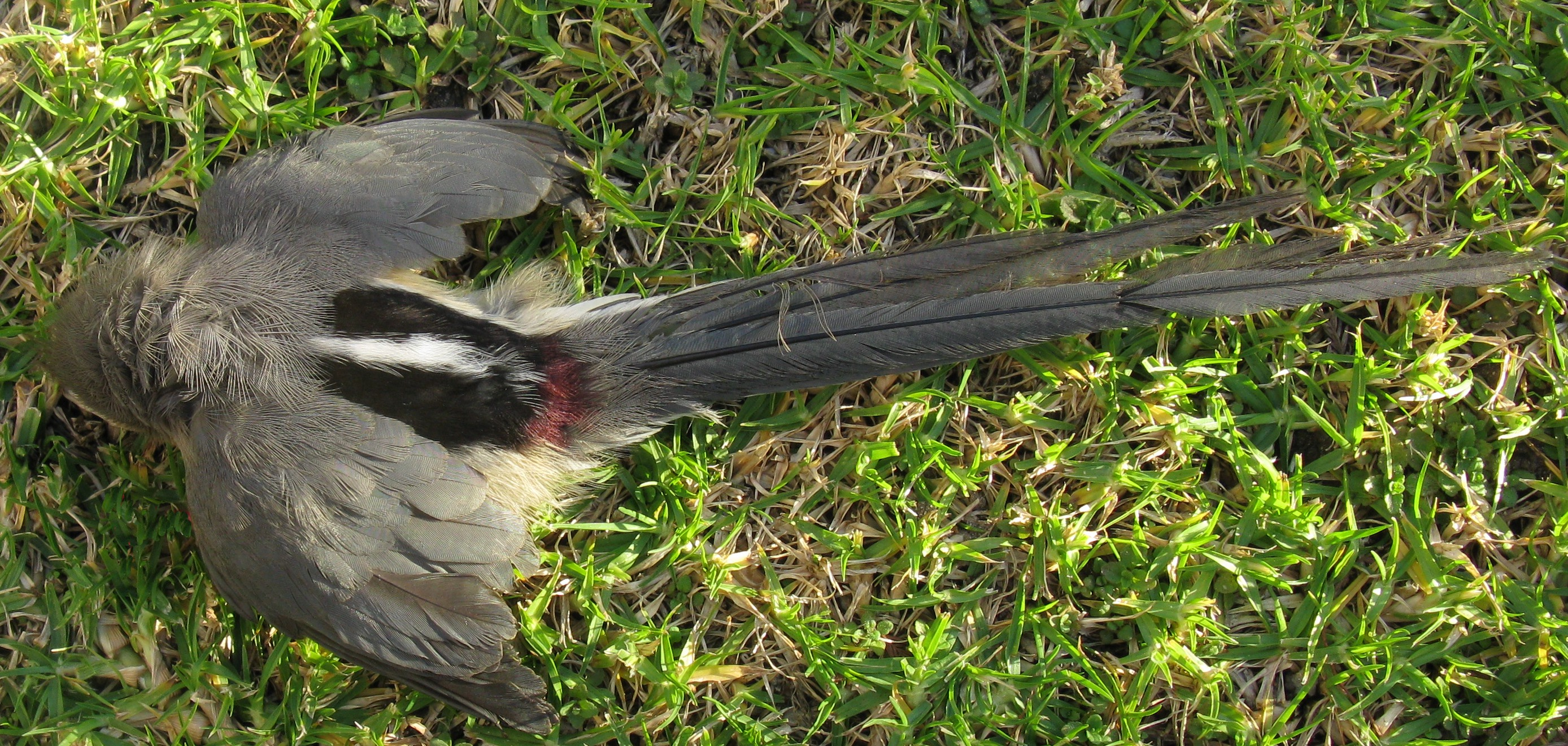
Ejemplar muerto donde se observa el patrón listado de su obispillo.

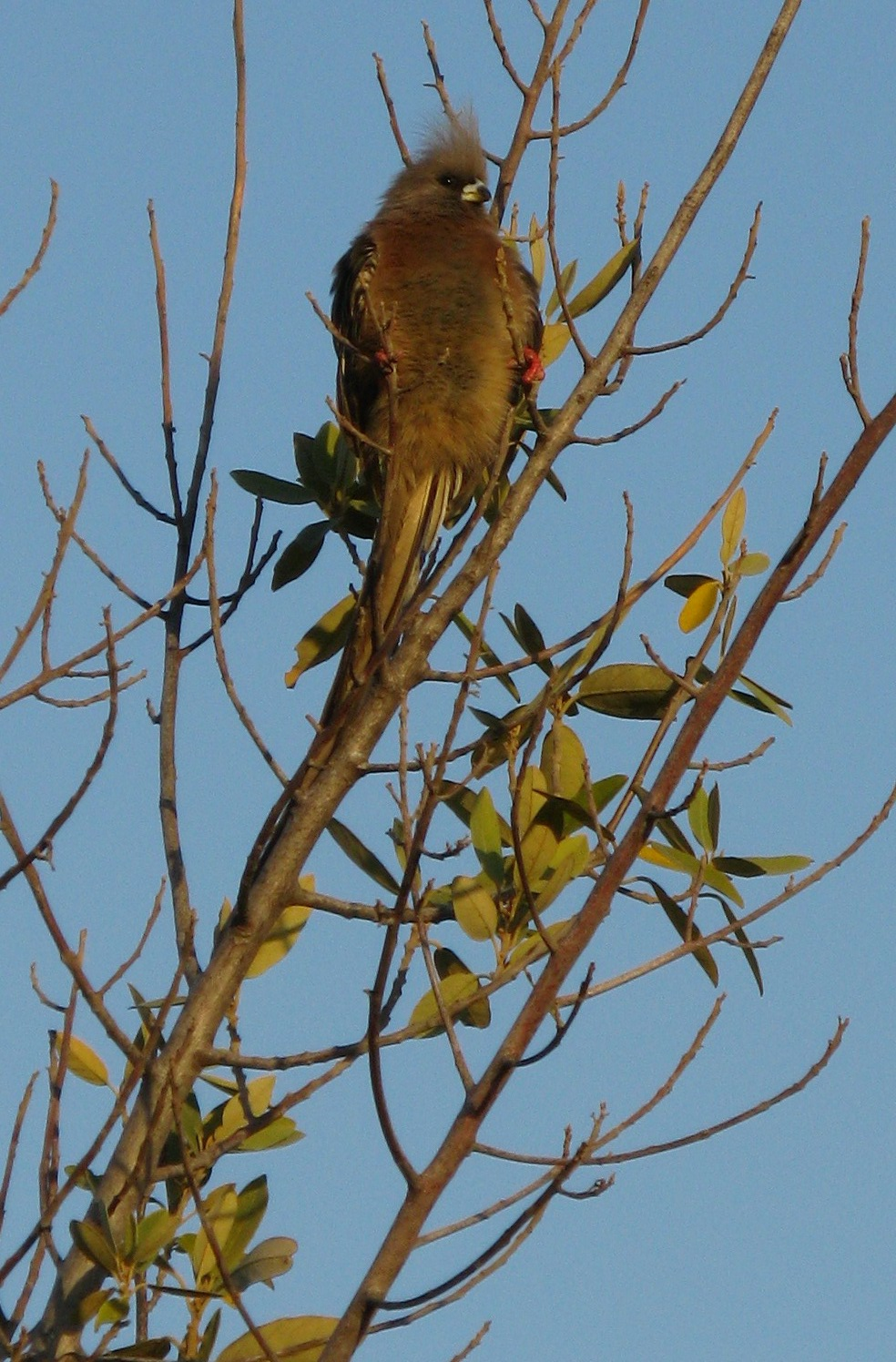
Ejemplar agarrado a dos ramitas mostrando su vientre anteado.

Es un ave de unos 34 cm de largo, con una larga cola que supone aproximadamente la mitad de su longitud, y pesa entre 38–64 g. Presenta un prominente copete eréctil en su cabeza. Sus partes superiores, cabeza y peso son de color gris, salvo una lista blanca flanqueada por dos listas negras en su obispillo y una banda trasversal roja en la base de la cola, que no son visibles a menos que abra al menos parcialmente las alas. En cambio su vientre es de color anteado. Su pico es blanquecino azulado con la punta negra curvada hacia abajo. Sus patas son rojas.
Se diferencia del pájaro ratón común porque las partes superiores de esta última son de tonos pardos y su pico no tiene la punta más oscura como en el pájaro ratón dorsiblanco.

## Distribución
Se extiende por el sur de África desde Namibia y el sur de Botsuana hasta las regiones centrales y occidentales de Sudáfrica. El pájaro ratón dorsiblanco prefiere los hábitats arbustivos secos como el veld espinoso, el fynbos y las zonas semidesérticas.

## Comportamiento
El pájaro ratón dorsiblanco es una especie sedentaria principalmente frugívora, que se alimenta de frutos, hojas, semillas y néctar. A veces bajan al suelo para alimentarse de las flores de las hierbas. En la naturaleza desempeñan un importante papel como diseminador de semillas de las plantas con bayas como la Halleria lucida. Pero también extiende las semillas de las plantas invasoras como los miembros de Cotoneaster. También se alimenta de los brotes de algunas plantas por lo que a veces se dedican a pelar las ramas de algunas plantas ornamentales como las Citharexylum. Sus hábitos alimenticios los hacen muy impopulares entre los agricultores y los jardineros. Son aves tímidas y esquivas y cuando se cruzan con los humanos o se quedan quietos en su árbol o se van volando inmediatamente.  
Es una especie social, que se desplaza, alimenta y duerme en pequeños grupos, supuestamente de aves emparentadas, y que suelen realizar acicalado mutuo. Su forma de agarrarse a las ramas es parecida a la de los loros, a menudo se cuelgan de las ramas en lugar de posarse sobre ellas como la mayoría de las aves y con frecuencia se agarran a ramas diferentes con cada pata. Las plumas de su larga cola se desprenden fácilmente, lo que indica que es un mecanismo de defensa de los depredadores que puedan atraparlas por la cola. 
Pueden criar en cualquier época del año cuando las condiciones son favorables. Esconden su nido en forma de gran cuenco entre los arbustos. Ambos progenitores alimentan a los polluelos y también por ayudantes, que normalmente son hijos de la nidada anterior.